# Notholaena greggii
Notholaena greggii là một loài thực vật có mạch trong họ Adiantaceae. Loài này được (Mett. ex Kuhn) Maxon miêu tả khoa học đầu tiên năm 1916.